# موسيقانا (فلم)
موسيقانا (بالفرنسية: Notre musique) فيلم لعام 2004 من إخراج جان لوك جودار. يعكس الفيلم العنف، والأخلاقيات، ويتمثل العنف في الفيلم بشكل خاص في صور الاستعمار السابق والصراع الإسرائيلي الفلسطيني الحالي. تم عرضه خارج المنافسة في 2004 مهرجان كان السينمائي. تلقى الفيلم مقالات إيجابية من النقاد.

## طاقم التمثيل
- سارة أدلر: في دور جوديث ليرنر
- نادي ديو: في دور أولغا برودسكي
- روني كرامر: في دور راموس جارسيا
- سيمون آين: في دور  السفير
- خوان جويتيسولو: في دور خوان جويتيسولو
- جان لوك جودار: في دور جان لوك جودار
- محمود درويش: في دور محمود درويش
- جان بول كورنير: في دور جان بول كورنير
- بيير بيرجونيوكس: في دور بيير بيرجونيوكس
- جيل بيكو: في دور جيل بيكو
- جان كريستوف بوفيت: في دور سي ميلارد
- ألين شولمان: في دور مترجم إسباني[7]

## ملخص أحداث الفيلم
ينقسم الفيلم إلى ثلاثة أجزاء مستوحاة من الكوميديا الإلهية لدانتي.
الجزء الأول: «عالم 1: الجحيم» هو مونتاج قصير نسبيًا غير سردي يتألف من فيلم وثائقي مخصص ولقطات روائية خيالية تصور الحرب والمجازر والعنف.
الجزء الثاني: «عالم 2: المطهر»، يشكل الجزء الأكبر من الفيلم، حيث يلعب المخرج جودار دوره في الحياة، وينتظر في المطار للذهاب إلى مؤتمر أوروبي للفنون في سراييفو. يلتقي هناك براموس غارسيا، وهو فرنسي إسرائيلي، والذي سيحضر المؤتمر كمترجم. يتطلع راموس إلى رؤية ابنة أخته في المؤتمر، أولغا برودسكي، وهي يهودية تتحدث الفرنسية من أصل روسي. شابة أخرى في المؤتمر، هي الصحفية جوديث ليرنر من تل أبيب، تزور السفير الفرنسي وتناشده لإجراء محادثة مسجلة حول العلاقات الإسرائلية الفلسطينية. تلتقي جوديث في وقت لاحق بالشاعر محمود درويش الذي قال إن النضال الفلسطيني هو «إسرائيل». تستطلع جوديث المدينة بين هذه اللقاءات، وتزور جسر موستار، حيث تقرأ كلمات إيمانويل ليفيناس (فيلسوف يهودي فرنسي) من كتابه لعام 1991 «بيننا».
تحضر أولجا محاضرة للمخرج جودار، التي تدور ظاهريًا حول العلاقة بين الصورة والنص، بالإضافة إلى التطرق إلى مجموعة متنوعة من الموضوعات الأخرى، يشرح جودار معارضته للمجاز السينمائي المشترك «اللقطة / اللقطة العكسية»، أي القطع ذهابًا وإيابًا بين شخصيتين في محادثة أو تبادل. يوضح جودار أن تقديم شخصيتين بهذه الطريقة، في إطار متماثل، يمحو اختلافاتهم بشكل تنازلي، ويمكن استخدامه كأداة للدعاية. تلتقي أولغا بعمها راموس وتناقش معه مشكلة الانتحار الفلسفية، وبعد المؤتمر، يعود جودار إلى المنزل، ويقف يتأمل حديقته، ويتلقى مكالمة من راموس جارسيا، الذي يخبره عن امرأة شابة دخلت المسرح وأعلنت أن لديها قنبلة في حقيبتها، وطلبت من أن يتفضل شخص واحد ليموت معها من أجل السلام الإسرائيلي الفلسطيني. غادر الجميع المسرح، وجاءت الشرطة وأطلقت عليها الرصاص. عندما فتحوا حقيبتها، كل ما وجدوه كان كتبًا. أخبر جارسيا جودار أنه متأكد من أنها كانت أولغا.
الجزء الثالث: «عالم 3: النعيم»، وهو عرض موجز، تتجول فيه أولغا بشكل تأملي من خلال بيئة مثالية على ضفاف البحيرة يبدو أنها تحت حراسة مشاة البحرية الأمريكية.

## استقبال الفيلم
منح موقع الطماطم الفاسدة الفيلم تقييم مقداره 65% بناء على آراء 52 ناقد سينمائي.
منح موقع ميتاكريتيك الفيلم تقييم مقداره 77% بناء على آراء 19 ناقد سينمائي.
كتب كيث فيبس من «نادي آيه في»: «سمح تأثير جان لوك جودار على صناعة الأفلام في السنوات الأخيرة بالتمتع بنوع من ذوق الأجداد!»
كتب ديسون طومسون من صحيفة واشنطن بوست: «هذا الفيلم الذي يوقظ الفيلسوف بداخلك ويشجعه على التنفس، قد لا يكون تجربة للجميع».
كتب ديفيد باركنسون من مجلة إمباير: «لا يزال الطفل الرهيب البالغ من العمر 73 عامًا يتحمل مسؤولية فشل المجتمع في إدراك أن ثنائياتنا هي التي تثري الحياة بدلاً من أي مفاهيم خيالية عن الوحدة العالمية».

## وصلات خارجية
https://www.imdb.com/title/tt0360845/ موسيقانا (فلم)
https://www.allmovie.com/movie/v307442 موسيقانا (فلم)
https://www.rottentomatoes.com/m/notre_musique موسيقانا (فلم)
https://www.metacritic.com/movie/notre-musique موسيقانا (فلم)
https://www.boxofficemojo.com/release/rl308905473/weekend/ موسيقانا (فلم)